# イレズミコンニャクアジ
イレズミコンニャクアジ（刺青蒟蒻鯵、学名：Icosteus aenigmaticus ）は、スズキ目イレズミコンニャクアジ科に属する海水魚。同科には本種のみが属する。
属名は古代ギリシア語: εἴκω ("to bring") ・古代ギリシア語: ὀστέον ("骨") に由来する。"イレズミ"は若魚の体色に、"コンニャク"は体が柔らかいことに由来する。
近年まで他の魚類との関係は不明だったが、分子系統解析からはヤエギス科に近縁であることが示されている。

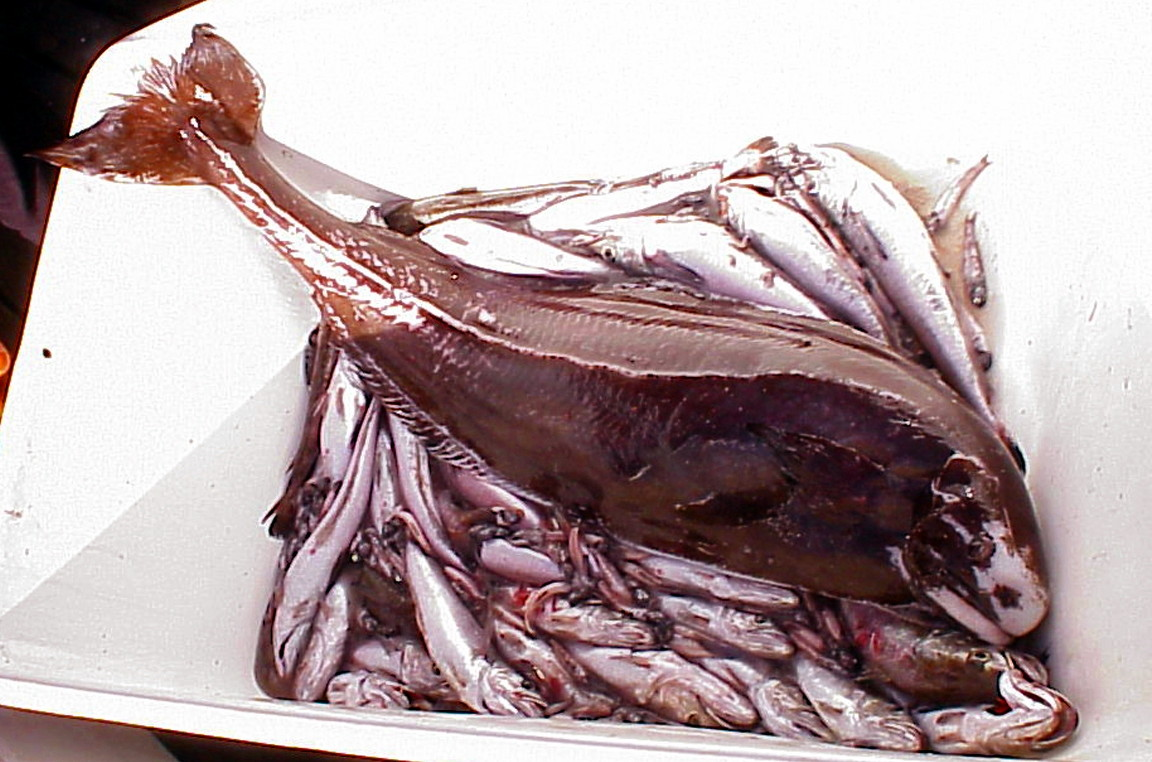
アラスカで漁獲された成魚

## 分布
北太平洋に広く分布する。冷水系の種で、表面水温8-10℃が南限である。若魚は沿岸の表層にも生息するが、成魚は深度1000mほどの深海に生息する。

## 形態
体長は最大2m。体は細長く、やや側偏するが頭部の断面は円い。鱗はない。背鰭は52-55軟条、臀鰭は34-40軟条で、棘条はない。若魚は腹鰭を持つが、これは非常に千切れやすく、成魚になると消失する。若魚は黄褐色の体に多数の紫色斑があるが、成魚では一様な褐色となる。

## 生態
比較的大きな口、軟らかな筋肉、軟骨性の骨格、黒褐色の体色、細い尾柄、幅広い尾鰭、鰾が存在しないことから推測すると、本種は表層から漸深層上部までの幅広い深度を泳ぎまわり、遭遇した獲物を手当たり次第に捕食していると考えられる。
本種を捕食する生物として、マグロ類・マッコウクジラ・トドが確認されている。